# Віннебаго (округ, Вісконсин)
Шаблон:StateAbbr_ 44°04′ пн. ш. 88°38′ зх. д. / 44.06° пн. ш. 88.64° зх. д.
 Віннебаго (англ. Winnebago County) — округ (графство) у штаті Вісконсин. Ідентифікатор округу 55139.

## Історія
Округ утворений 1848 року.

## Демографія
За даними перепису
2000 року, загальна чисельність населення округу становила 156 763 осіб, зокрема міського населення було 131 941, а сільського — 24 822.
Серед них чоловіків — 78 149, а жінок — 78 614. В окрузі було 61 157 домогосподарств, 39 547 родин, які мешкали в 64 721 будинках. Середній розмір родини становив 2,99 особи.
Віковий розподіл населення поданий у таблиці:
| Стать    | До 15 років | 15-21 | 22-29 | 30-39 | 40-49 | 50-65 | 65-85 | Понад 85 |
| -------- | ----------- | ----- | ----- | ----- | ----- | ----- | ----- | -------- |
| Чоловіки | 15770       | 8850  | 9229  | 12620 | 12521 | 11092 | 7286  | 781      |
| Жінки    | 14990       | 9093  | 8248  | 11668 | 11851 | 11168 | 9573  | 2023     |

## Суміжні округи
- Автагемі — північний схід
- Калумет — схід
- Фон-дю-Лак — південь
- Грін-Лейк — південний захід
- Вошара — захід
- Вопака — північний захід

## Виноски
1. ↑  U.S. Decennial Census. United States Census Bureau. Архів оригіналу за 4 квітня 2018. Процитовано 9 серпня 2015.
2. ↑  Historical Census Browser. University of Virginia Library. Архів оригіналу за 11 серпня 2012. Процитовано 9 серпня 2015.
3. ↑  Forstall, Richard L., ред. (27 березня 1995). Population of Counties by Decennial Census: 1900 to 1990. United States Census Bureau. Архів оригіналу за 18 липня 2015. Процитовано 9 серпня 2015.
4. ↑  Census 2000 PHC-T-4. Ranking Tables for Counties: 1990 and 2000 (PDF). United States Census Bureau. 2 квітня 2001. Архів оригіналу (PDF) за 18 грудня 2014. Процитовано 9 серпня 2015.
5. ↑  State & County QuickFacts. United States Census Bureau. Архів оригіналу за 24 лютого 2016. Процитовано 24 січня 2014.(англ.) Наведено за англійською вікіпедією.
6. ↑  American FactFinder. Бюро перепису населення США. Архів оригіналу за 26 лютого 2012. Процитовано 31 січня 2008.

| США | Це незавершена стаття з географії США. Ви можете допомогти проєкту, виправивши або дописавши її. |